# Paspalidium distantiflorum
Paspalidium distantiflorum là một loài thực vật có hoa trong họ Hòa thảo. Loài này được (A.Rich.) Davidse & R.W.Pohl mô tả khoa học đầu tiên năm 1992.